# Kōji Tanaka
Kōji Tanaka (田中 孝司?, Tanaka Kōji; Prefettura di Saitama, 2 novembre 1955) è un allenatore di calcio ed ex calciatore giapponese, di ruolo centrocampista.

## Palmarès

### Allenatore

#### Competizioni nazionali
- Coppa dell'Imperatore: 1

Nagoya Grampus: 1999